# どんきほ〜て
どんきほ〜ては、かつて吉本興業に所属していた漫才コンビ。

## メンバー
きびのだんご（本名：前谷正弘 1967年9月1日 - ）
- ボケ担当。
- 岡山県出身。

太平かつみ（本名：市田克彦 1963年2月27日 - ）　
- ツッコミ担当。
- 京都府出身。

## 略歴
1983年4月、共にNSC2期生に入学。
1984年8月、NSC卒業後にかつみは「トラコ&与作」で活躍していた与作（本名：宮本典幸）と共に「太平かつみ・ひろみ」を組み、同年10月にうめだ花月下席で初舞台を踏んだ。しかし、1年程で解散した。
きびのはNSC卒業後は月亭八方に弟子入りし、芸名の「きびのだんご」という名を貰う。
1985年12月3日に吉本興業で行われたイベント「第2回吉本新人トライアル」でコンビを結成。その後は関西を中心に活躍し、数多くの新人コンクールなどで優勝し実力派コンビでテレビなど出演していた。
1999年11月28日にコンビ解散。最後の舞台はなんばグランド花月で行われた。
その後きびのだんごは芸能界を引退。太平かつみは妻の尾崎小百合と「かつみ♥さゆり」を結成。現在も関西を拠点に活動をしている。

## 出演
テレビ
- 素敵!KEI-SHU5（1987年 - 1988年、関西テレビ/関西ローカル）
- '87ABC漫才・落語新人コンクール（1987年1月15日、朝日放送/関西ローカル「ABCホリデーワイド」枠）
- 第17回NHK上方漫才コンテスト（1987年、NHK総合/関西ローカル）
- お好み演芸会（1987年10月4日、NHK総合）
- 関西テレビ放送開局30周年記念特別番組 MAGMA30「オール吉本紅白対抗トンでも近代五種」（1988年4月16日、関西テレビ/関西ローカル）
- 花王名人劇場 感謝をこめて10周年記念特別番組 勢揃い!漫才オールスター（1988年10月9日、関西テレビ）
- ニッポンお笑い最前線（1989年8月27日、NHK総合）
- 朝日放送創立40周年記念特別番組 さんまの駐在さんスペシャル（1990年3月21日、朝日放送/関西ローカル）
- 晴れ時々たかじん（1990年3月25日、朝日放送/関西ローカル）
- サヨナラ!うめだ花月～またあう日まで（1990年3月31日、毎日放送/関西ローカル）
- お笑いネットワーク20周年記念特別番組 勢揃い泣いて笑って20年（1990年9月、読売テレビ/関西ローカル）
- 朝日放送創立40周年記念特別番組 ABCまつり'90 番組対抗紅白芸能合戦（1990年12月15日、朝日放送/関西ローカル） 
  - 『ハイヒールのどんなんかな予備校』チームに参加。
- 三枝の激闘スタジアム（1990年、関西テレビ）
- 月曜おもしろランド 爆笑真剣勝負!オール新作漫才スペシャル（1995年4月24日、関西テレビ/関西ローカル）
- 吉本特別興行 '97NGKオールよしもと爆笑増刊号（1997年4月27日、読売テレビ/関西ローカル）
- 第92回ホリデーワイド ABC漫才パレード（1997年11月24日、朝日放送/関西ローカル「ABCホリデーワイド」枠）
- 新社屋移転直前特別番組88祭り 真夏のカンテーレ'97（1997年8月9日、関西テレビ/関西ローカル）
- '98初笑い浪花の陣（1998年1月2日、朝日放送/関西ローカル）
- 初笑い東西寄席（1998年1月3日、NHK総合）
- 第19回ABCお笑い新人グランプリ（1998年1月15日、朝日放送/関西ローカル「ABCホリデーワイド」枠）
- 吉本版!年忘れ'98芸能ニュース!!（1998年12月29日、毎日放送/関西ローカル）
- 新春ワイド寄席'99（1999年1月1日、毎日放送）
- オールザッツ漫才（毎日放送）
- クイズ!紳助くん（朝日放送）
- 上方漫才まつり（毎日放送）
- 満開!ハッスル家族（毎日放送）
- まちかどビデオ通信局（サンテレビ）
- ぴあぴあNIGHT（テレビ愛知）

ラジオ
- ABCラジオファンキーズ（1987年10月 - 1988年3月、ABCラジオ） - 隔週出演。

## 受賞歴
- 1986年 第7回今宮こどもえびす新人漫才コンクール こども大賞
- 1987年 第8回ABC漫才・落語新人コンクール 漫才部門最優秀新人賞
- 1987年 第17回NHK上方漫才コンテスト 最優秀賞
- 1988年 第17回上方お笑い大賞 銀賞
- 1990年 第25回上方漫才大賞 新人賞
- 1996年 第31回上方漫才大賞 奨励賞

## イベント
- 『どんきのうでじまん それって自慢!?』（1989年6月10日、なんばグランド花月）
- 『どんきのうで自慢』（1989年7月29日、なんばグランド花月）
- 『どんきほ～ての尻に火がついた』（1992年2月20日、なんばグランド花月）
- 『どんきほ～ての尻に火がついた』（1992年4月16日、なんばグランド花月）
- 『どんきほ～ての尻に火がついた』（1992年6月18日、なんばグランド花月）
- 『どんきほ～て全身火だるまダー』（1992年12月18日、なんばグランド花月）
- 『どんきほ～て全身火だるまダー』（1993年1月29日、なんばグランド花月）
- 『どんきほ～て全身火だるまダー』（1993年2月27日、なんばグランド花月）
- 『どんきほ～ての全身全霊かたむけて』（1996年7月19日、うめだ花月シアター）
- 『どんきほ～ての全身全霊かたむけて・鳴り物入り』（1996年12月16日、うめだ花月シアター）
- 『吠えろどんきほ～て 漫才オンパレード』（1998年4月28日、ワッハ上方演芸ホール）

## 備考
- きびのだんごは太平かつみとコンビを組む前にNSC同期生の吉田ヒロと「和田・吉田」というコンビを組んでいたがすぐに解散し、その後吉田ヒロは「ボブキャッツ」（のちに解散）を結成し、きびのもかつみとコンビを組んだ。
- どんきほ～ての持ちネタで「関関同立」という関西の大学の名前を持ち様た代表ネタがある。そのネタを当時見た博多華丸・大吉がデビュー当時に福岡の大学に置き換えてネタをコピーして余興などで披露していたという。（華丸大吉20周年記念 お祝い頂戴ツアーSP/2009年6月12日 福岡放送より）